# Bussy (Oise)
Bussy település Franciaországban, Oise megyében. Lakosainak száma 308 fő (2022. január 1.). Bussy Beaurains-lès-Noyon, Campagne, Catigny, Crisolles, Frétoy-le-Château, Genvry, Muirancourt és Sermaize községekkel határos.

## Népesség
A település népességének változása:
| Lakosok száma | 313  | 324  | 335  | 323  | 319  | 314  | 310  | 304  | 308  |
|               | 2013 | 2015 | 2016 | 2017 | 2018 | 2019 | 2020 | 2021 | 2022 |